# Pietro II Candiano
 (novembre 2021).
Si vous disposez d'ouvrages ou d'articles de référence ou si vous connaissez des sites web de qualité traitant du thème abordé ici, merci de compléter l'article en donnant les références utiles à sa vérifiabilité et en les liant à la section « Notes et références ».
Pour les articles homonymes, voir Candiano.
Pietro II Candiano est le 19e doge de Venise élu en 932.

## Biographie
Pietro Candiano est le fils de Pietro Ier Candiano,
Pendant son règne, il essaie d'étendre la domination de Venise vers le sud (Comacchio et Ravenne) et vers l'est (l'Istrie). Il réussit, en particulier, à imposer une rente annuelle de «cent amphores de vin» aux Istriens en échange du permis de commercer librement ce qui indique que dans l'Adriatique supérieure, les bateaux vénitiens maitrisent la mer, au point que, lorsque le duc de Koper Vintero ne veut plus s'acquitter de son tribut et bloque les activités commerciales des marchands de Venise, la flotte Vénitienne impose un blocus naval de Koper, peut être le premier de l'histoire. Le désaccord sera résolu grâce à la médiation du patriarche de Grado. Pietro fit aussi la guerre avec succès aux Narentins.
Pietro Candiano est mort de mort naturelle en 939.